# Kasteel Rundegg
Kasteel Rundegg (Duits: Schloss Rundegg, Italiaans: Castel Rundegg) is een middeleeuws kasteel gelegen in Meran (Italië), in de wijk Obermais. 

## Geschiedenis
Kasteel Rundegg werd waarschijnlijk gebouwd in 1154 en bestond oorspronkelijk tot de 14e eeuw uit een eenvoudige woontoren. 
In 1621 werd het kasteel gekocht door Jakob von Mohr en in 1625 werd het kasteel een officiële adelswoning. 
In de 17e eeuw werd het kasteel grondig gerenoveerd en verbouwd van een middeleeuws gebouw naar een patriciërswoning. De toren werd uitgebreid met een schilddak en het hoofdgebouw werd uitgebreid door het toevoegen van torens, tuinen en muren met kantelen.
In 1978 werd Kasteel Rundegg verbouwd tot hotel. Tegenwoordig vinden in het hotel ook regelmatig concerten en andere culturele evenementen plaats.

## Biologisch wonder
Een mythe van Kasteel Rundegg verteld over Anna von Paravicini, die op 18-jarige leeftijd trouwde met de 82 jaar oude Bernardin von Paravicini. Anna was de vierde vrouw van Bernardin en gedurende hun 22 jaar durende huwelijk (Bernardin stierf in 1770 op 104-jarige leeftijd) kregen zij samen zeven kinderen. Dit biologische wonder wordt toegeschreven aan het bijzondere klimaat in de regio van Meran.